# سودان III
سودان III (به انگلیسی: Sudan III) با فرمول شیمیایی C۲۲H۱۶N۴O یک ترکیب شیمیایی است. که جرم مولی آن ۳۵۲٫۳۹ g/mol می‌باشد. 